# Pro Roscio Amerino
Pro Roscio Amerino es un discurso de defensa pronunciado por Marco Tulio Cicerón en nombre de Sexto Roscio, un ciudadano romano del municipio de Ameria, actual Amelia (Umbría), acusado de asesinar a su padre. Escrito en 80 a. C., fue el primer gran caso público de Cicerón. También es su segundo discurso más antiguo que se conserva, después del Pro Quinctio.

## Contexto
Sólo conocemos el caso a través del testimonio de Cicerón, quien acusa al liberto Lucio Cornelio Crisógono de haber hecho una falsa acusación de parricidio contra su cliente, Sexto Roscio. Vale la pena recordar, sin embargo, que desconocemos la versión de Roscio, por lo que algunos eruditos contemporáneos han cuestionado la veracidad del relato ciceroniano: el extenso discurso de C. [= Cicerón] en defensa de su cliente es principalmente producto de su imaginación, desplegado para obtener la máxima ventaja de los escasos materiales.

### El asesinato de Sex. Rosciosenior
El anciano Sexto Roscio era un rico terrateniente y distinguido ciudadano de Ameria, un municipio en el sur de Umbría. Tenía conexiones influyentes en Roma, sobre todo con los Cecilios Metelos, de la prestigiosa gens Cecilia y, según Cicerón, había apoyado la causa de Sila durante las guerras civiles de los años 80.
En el 82 a. C., Sila consiguió convertirse en dictador romano y había iniciado una serie de asesinatos sancionados por el estado, conocidos como las proscripciones. Las consecuencias de ser proscrito incluían la sentencia de muerte y la subasta pública de todos los bienes pertenecientes al proscrito. Sila fijó la fecha de finalización de las proscripciones como el día 1 de junio del año 81 a. C., después de lo cual no se pudieron agregar más nombres a la lista.
Unos meses después de 1 de junio de 81 a. C., el anciano Sexto Roscio fue asesinado cerca de los baños de Pallacina, en Roma, cuando regresaba de una fiesta. Su hijo, Sexto Roscio el joven, estaba en Ameria en ese momento: sin embargo, cierto pariente de Ameria, Tito Roscio Magno, estaba presente en Roma. Antes del asesinato, Magno y otro pariente, Tito Roscio Capitón, habían estado involucrados en una disputa de propiedad con el anciano Sexto Roscio. Inmediatamente después de enterarse del asesinato, Magno envió a su liberto, Malio Glaucia, a Ameria para informar a Capitón de la noticia. Según Cicerón, Capitón entonces envió un mensaje a Lucio Cornelio Crisógono, un poderoso liberto del dictador Sila, que estaba en su campamento sitiando la ciudad rebelde de Volaterrae.

### Proscripción y venta de bienes
Después de enterarse del asesinato, Crisógono introdujo al anciano Sexto Roscio en la lista de proscritos, a pesar de que había pasado el término oficial del 1 de junio. Crisógono entonces procedió a subastar las trece propiedades de Sexto, supuestamente valoradas en alrededor de seis millones de sestercios. Según Cicerón, nadie se atrevió a pujar contra el poderoso Crisógono y, como resultado de ello, el propio Crisógono compró toda la propiedad por apenas dos mil sestercios.
Es significativa que Crisógono nombró a Magno como su agente ("procurator") en la compra, quien se hizo cargo de diez de las propiedades en nombre de Crisógono. Magno procedió a desalojar a Sexto Roscio el joven de la propiedad de su padre. Según Cicerón, todos estos hechos tuvieron lugar en un lapso de tan solo nueve días después del asesinato.

### Embajada fallida ante Sila y denuncia
Indignados por el desalojo de Sexto Roscio el joven, los decuriones de Ameria enviaron una embajada de diez hombres prominentes (decem primi) al campamento de Sila en Volaterrae. Sin embargo, Capitón fue incluido entre esos diez legados y, según Cicerón, convenció en secreto a Crisógono para que se le concedieran las tres propiedades restantes de Sexto Roscio. A cambio de esto, Capitón supuestamente hizo descarrilar la embajada, otorgándoles falsas garantías de que Crisógono restauraría la propiedad de Sexto Roscio. Por consiguiente, la embajada se retiró sin tan siquiera haberse llegado a reunir con Sila.
Temeroso de que los 'conspiradores' también lo asesinaran, Sexto Roscio el joven huyó a Roma. Se refugió en la casa de Cecilia Metela, la esposa de Apio Claudio Pulcro. Además, Sexto consiguió la ayuda de varios jóvenes nobles, entre ellos Marco Valerio Mesala Nigro, Marco Cecilio Metelo y Publio Cornelio Escipión Nasica, el padre de  Metelo Escipión.
Fue en este punto, en el 80 a. C., cuando los tres 'conspiradores' decidieron procesar Sexto Roscio el joven, acusándolo de asesinar a su padre. Contrataron a Gayo Erucio, un conocido fiscal profesional ("accusator"), y presuntamente también sobornaron a algunos testigos para que declararan contra Sexto Roscio el joven. Además, Roscio Magno, que ahora estaba a cargo de todas las propiedades de Sexto Roscio en nombre de Crisógono, incluidos sus esclavos, se negó a permitir que dos esclavos que habían presenciado el asesinato declararan, bajo tortura, como era costumbre para que testificasen los esclavos. Sexto Roscio contrató a Cicerón, que solo tenía por aquel entonces 26 años. Aunque Cicerón había representado a varios clientes en casos civiles privados, nunca antes se había comprometido en un caso público, y su propia explicación fue que Sexto no pudo encontrar a nadie más que lo representara, ya que todos estaban aterrorizados por Crisógono y sus conexiones con Sila.

## El juicio
El cargo contra Sexto Roscio el joven fue el de parricidio (parricidium), y la audiencia tuvo lugar ante el tribunal recientemente establecido de Sila por envenenamiento y asesinato (quaestio de veneficiis et sicariis). El antiguo castigo por parricidio era infame, pues el "parricida" era desnudado, golpeado y cosido a un saco de cuero que supuestamente contenía un perro, un gallo, un mono y una serpiente; luego se arrojaba el saco al Tíber o al mar.
Parece que la acusación basó su argumento en el principio Cui bono, es decir, dado que Sexto Roscio el joven tenía más que ganar al asesinar a su padre, él era el candidato más probable.

### La argumentación de Cicerón
Después de dar su propia narración (narratio) de los hechos (15–29), Cicerón divide su contraargumento en tres secciones principales:
1.) La acusación de parricidio de Erucio carece de fundamento (35–82):
- Sexto Roscio el joven no tenía motivos para matar a su padre, con quien estaba en buenos términos; en particular, el padre nunca había planeado desheredar a su hijo.
- Sexto nunca tuvo la oportunidad de asesinarlo, dado que estaba en Ameria en ese momento, y carecía de las conexiones o los medios para contratar a un asesino ("sicarius").
- Sexto es un joven virtuoso y distinguido, lo que lo convierte en un asesino inverosímil.
- El parricidio es una acusación grave, y Erucio no ha proporcionado suficientes pruebas para respaldarla.

2.) De hecho, el asesinato ciertamente fue arreglado por los dos Titos Roscios, Magno y Capito (83–121):
- Les sobraba motivación para el asesinato.
- Tuvieron la oportunidad de arreglarlo, dado que Magno estaba en Roma en ese momento.
- Su conducta fue muy sospechosa después del asesinato: por ejemplo, Magno envió a Malio Glaucia directamente a Capito en lugar del joven Sexto; Capito saboteó deliberadamente la embajada para impedir que se hiciera justicia; y Magno se negó a permitir que dos esclavos testificaran (bajo tortura) como testigos.

3.) Crisógono es el autor intelectual detrás de la acusación (122–142):
- Aunque no participó en el asesinato, Crisógono rápidamente se involucró en la conspiración.
- Crisógono proscribió ilegalmente a Sexto Roscio después de la fecha terminal de 1 de junio de 81 a. C., y luego compró él mismo las propiedades por una cantidad minúscula.
- Crisógono ordenó el enjuiciamiento de Sexto Roscio el joven, para eliminar al único competidor potencial de las propiedades.
- Una conducta tan traicionera se ajusta a la personalidad de Crisógono, ya que lleva un estilo de vida libertino y extravagante.

### Tratamiento de Sila
Al final del discurso (peroratio), Cicerón apela dramáticamente al jurado de senadores, pidiéndoles que hagan de Crisógono un ejemplo: al rechazarlo a él y sus falsas acusaciones, pueden mejorar la causa de la nobleza, y ayudar a poner fin a la anarquía y la corrupción de los tiempos actuales.
Aunque esto implica una crítica explícita a las proscripciones y al régimen de Sulla, Cicerón es muy cuidadoso en absolver al propio Sila de cualquier culpa. Llama a Sila un 'ciudadano muy ilustre y valiente' (viro clarissimo et fortissimo), e incluso compara a Sila con el todopoderoso padre de los dioses, Júpiter – aunque algunos académicos han visto este último pasaje como 'irónico', 'poco sincero' o 'de doble filo'.

### Resultado y consecuencias
Cicerón tuvo éxito y Sexto Roscio fue absuelto. Sin embargo, dado que Cicerón sólo estaba defendiendo a Sexto Roscio el joven del cargo específico de parricidio, no se sabe si Sexto alguna vez recuperó la tierra de su padre.
Según el propio Cicerón, la victoria le trajo una gran fama, y fue instantáneamente considerado uno de los principales defensores de Roma. Sin embargo, Cicerón pronto abandonó la ciudad para recorrer Grecia y Asia Menor. Plutarco afirma que este viaje estuvo motivado por el miedo a Sila, dado que Cicerón había desafiado a Crisógono y había criticado el régimen de Sila. Sin embargo, el propio Cicerón afirma que el viaje fue para perfeccionar sus habilidades como orador y mejorar su débil condición física y, obviamente, no alude al miedo a Sila.
Mirando hacia atrás después de casi cuarenta años, Cicerón se sintió más tarde avergonzado por el estilo inmaduro y el lenguaje florido que había usado. Sin embargo, le seguía gustando el discurso y estaba particularmente orgulloso de haber sido el único lo suficientemente valiente como para desafiar a Crisógono contra L. Sullae dominanteis opes ('frente a la influencia de Lucio Sila el déspota').

## Crítica textual

### El dilema legal
El dilema del discurso visto por W. B. Sedgwick es el siguiente: Si Roscio I (el padre) fue proscrito, Roscio II (el hijo) no podría ser procesado por su asesinato; si no fue proscrito, la propiedad fue vendida ilegalmente.
En un artículo escrito por T. E. Kinsey para Mnemosyne unos treinta años después, se cuestiona la hipótesis de Sedgwick. Kinsey distingue dos significados diferentes para la palabra proscriptus, denominado por Kinsey el "strict sense" y el "narrow sense". El "strict sense" se referiría a aquéllos cuyos nombres habían sido realmente incluidos en la Lex de Proscriptione en el momento de su publicación y proclamación original. Con respecto al "narrow sense", Kinsey propone que, después de la publicación de la ley original de proscripciones, Sila y sus seguidores más cercanos mantuvieron una lista actualizada de enemigos vivos y muertos que no estaban incluidos en la ley original. Kinsey cree que la delegación de hombres de Ameria que fue al campamento de Sila no tenía conocimiento directo de por qué el anciano Roscio había sido asesinado y por qué se habían incautado sus bienes. Kinsey afirma que los miembros de la delegación (excepto Capito) asumieron que el anciano Roscio había sido "proscriptus" en sentido estricto. Cuando la delegación presionó a Crisógono sobre esto, este último afirmó que Roscio había sido erróneamente "proscriptus" en el "sentido estricto". Crisógono, habiendo apaciguado a la delegación mientras tanto, fue tras el joven Roscio en un esfuerzo por terminar con todas las especulaciones sobre el asunto. Kinsey pasa luego a abordar por qué Cicerón no empleó la segunda parte del dilema en su defensa. A lo largo de su discurso, Cicerón afirma constantemente que el joven Roscio sólo deseaba ser absuelto y que no buscaría recuperar su herencia. Kinsey propone que muchas personas se habían beneficiado de las proscripciones (quizás incluso los miembros del jurado), y que era menos probable que el joven Roscio fuera "absuelto si eso significaba el comienzo de un largo período de represalias y restitución". Por lo tanto, Crisógono, junto con cualquier otra persona que pudiera haber estado nerviosa por la absolución del joven Sexto, se tranquilizaría.

### Publicación
Existe cierto debate sobre si el discurso que se nos ha conservado es el discurso original. Algunos eruditos creen que el discurso existente varía considerablemente del pronunciado, principalmente porque era poco probable que Cicerón hubiera criticado con tanta dureza a Sila, dado el clima opresivo de la época. Por lo tanto, estas críticas deben de haber sido añadidas por Cicerón en una fecha posterior, quizás en el 77 a. C., después de la muerte de Sila. Sin embargo, otros creen que las críticas identificadas a Sila "son, al menos en la superficie, complementarias". Sugieren que el discurso existente fue escrito inmediatamente después de que Cicerón lo pronunciase, exactamente como se dio, para permitir algunos casos de improvisación. A esta polémica se une el debate sobre los supuestos pasajes "complementarios", entendidos como críticas irónicas. La tesis de que Cicerón hizo añadidos tras la muerte de Sila gana peso por el hecho de que, en fechas posteriores, Cicerón se refería a su defensa de Roscio como una prueba de su resistencia frente a los dictadores. Esto indicaría, por tanto, que es posible que hiciera algunas revisiones y añadidos para mejorar su imagen.

### Estereotipos urbanos frente a estereotipos rurales
La alusión a la gracia y la virtud de una vida en el campo frente al vicio y la corrupción de la vida urbana son motivos muy comunes en la defensa de Roscio que hace Cicerón. El orador comienza haciendo alarde de las virtudes del laborioso agricultor, que fue el cimiento mismo de la gloriosa ciudad de Roma. De este modo, Cicerón está apelando al relato histórico tradicional de la fundación de Roma.
Al relacionar a su cliente con lo rural y a sus enemigos con lo urbano, le transmite a su audiencia un estereotipo que deja a sus enemigos como sospechosos por su avaricia y por su forma de ser amoral, típica de la ciudad. El tópico literario del agricultor virtuoso, en contraposición con el habitante de la ciudad, dominado por el vicio, le permite a Cicerón llenar de contenido el discurso, dada la falta de pruebas y evidencias con que contaba frente a Magno, Capito y, por extensión, a Crisógono".
Mientras que la mayoría de la audiencia romana habría asumido que un padre al que no le agradaba su hijo lo entregaría como castigo a una granja, lo cual se consideraba como un trabajo de esclavos, Cicerón pinta las virtudes de la granja de tal manera que asume que el anciano Roscio quería a su hijo. Además, de este modo, atribuye al muchacho las virtudes que representa la finca: productividad y autosuficiencia. Cicerón no presenta muchas pruebas, pero niega la suposición de que el padre relegase a su hijo a la granja porque el joven Roscio hubiera contraído demasiadas deudas.

### Uso de motivos cómicos en el discurso
En un momento dado del discurso, Cicerón vuelve en su contra el argumento con que el fiscal Erucio enjuiciaba a Roscio, utilizando una metáfora derivada de los escenarios teatrales. Cicerón se refiere a la comedia Hypobolimaeus, reescrita por el dramaturgo romano Cecilio Estacio, a partir de un original griego, escrito por Menandro, dos textos que por desgracia en la actualidad no se conservan. Pese a haberse perdido, sabemos que la trama de ambas obras se centraba en un padre con dos hijos, uno de los cuales se quedaba en las fincas del campo y el otro se iba con el padre a la ciudad. Esta situación coincidía con la situación familiar de Sexto Roscio, antes del asesinato de su padre. La gran ventaja de emplear esta obra como metáfora en el discurso de Cicerón la explica Byron Harries, quien detalla sus implicaciones y su intención para influir en el jurado. Harries también se centra en la relación entre los motivos cómicos de las obras romanas y la familia romana.

### Metáforas de gladiadores en el discurso
August M. Imholtz Jr. creía que el empleo de Cicerón de ciertos términos como "gladiador" e "instructor de gladiadores" servían como metáforas para asesino, ejecutor y carnicero. Muchas de las palabras latinas tenían etimologías procedentes directamente del etrusco, que Imholtz afirma que Cicerón empleó intencionalmente para aumentar el efecto dramático de su discurso. La intensidad de la oración en latín, junto con el lenguaje intensamente ilustrativo de Cicerón con respecto a su caracterización de Magno y Capito, beneficiaron enormemente la defensa de Cicerón.

## En la cultura popular
- El juicio de Sexto Roscio el joven se describe en Sangre romana, la primera novela la saga de misterio Roma Sub Rosa, de Steven Saylor.
- La novela de Colleen McCullough Favoritos de la fortuna, de la saga Masters of Rome, también dramatiza el juicio.
- El juicio fue dramatizado en la serie documental de la BBC Timewatch en el episodio "Murder in Rome" (2005), protagonizada por Paul Rhys, en el papel de Cicerón, y Mark McGann, en el de Sexto Roscio.
- Big Finish Productions adaptó el juicio de Sexto Roscio en Cicero, de David Llewellyn. En esta ocasión, Sexto Roscio es interpretado por Simon Ludders.<ref>«Cicero – Big Finish Audiobooks – Big Finish». www.bigfinish.com.</ref>